# Adamite
L'adamite (simbolo IMA: Ad) è un minerale piuttosto raro appartenente al gruppo dell'olivenite e della classe dei minerali "fosfati, arseniati e vanadati" con la composizione chimica Zn2(AsO4)(OH) oppure (nella formula di struttura cristallochimica secondo Strunz) Zn2[OH|AsO4]. Da un punto di vista chimico, l'adamite è quindi un arseniato di zinco con ioni idrossido aggiuntivi.

## Etimologia e storia
Il minerale fu scoperto dal mineralogista francese Gilbert Joseph Adam (1795-1881) a Chañarcillo nella regione di Atacama (in Cile). Fu descritto nel 1866 dal chimico e mineralogista francese Charles Friedel (1832-1899), che diede al minerale il nome del suo scopritore.
Il campione tipo del minerale si trova nella collezione mineralogica dell'École nationale supérieure des mines de Paris e nella collezione nº 4184 e nel Museo nazionale di storia naturale di Francia a Parigi nella collezione nº 66.34.

## Classificazione
Già nell'obsoleta 8ª edizione della sistematica minerale secondo Strunz, l'adamite apparteneva al dipartimento dei "Fosfati anidri, arseniati e vanadati con anioni estranei", dove diede il nome alla "serie dell'adamite" con il sistema nº VII/B.04a dove veniva elencata con gli altri membri: eveite, libethenite e olivenite.
Nella Sistematica dei lapis (Lapis-Systematik) di Stefan Weiß, che si basa ancora su questa vecchia forma di classificazione di Strunz, anche se riveduta e aggiornata, per rispetto verso i collezionisti privati e le collezioni istituzionali, al minerale è stato attribuito il sistema e il numero di minerale VII/B.06-30. In questa Sistematica ciò corrisponde anche al dipartimento "Fosfati anidri, con anioni estranei F, Cl, O, OH", dove l'adamite forma il "gruppo della libethenite" (VII/B.06) insieme ad auriacusite, eveite, libethenite, olivenite, paradamite, tarbuttite, zincolibethenite e zincolivenite (questa a partire dal 2018).
La 9ª edizione della sistematica minerale di Strunz, che è stata aggiornata l'ultima volta dall'Associazione Mineralogica Internazionale (IMA) nel 2024, elenca l'adamite nella classe "8.B Fosfati, etc., con anioni aggiuntivi, senza H2O". Tuttavia, questa è ulteriormente suddivisa in base alla dimensione relativa dei cationi coinvolti e al rapporto di quantità della sostanza degli altri anioni al complesso fosfato, arseniato o vanadato, in modo che il minerale sia classificato in base alla sua composizione nella suddivisione "8.BB Con soltanto cationi di media dimensione, (OH, etc.):RO4 circa 1:1", dove insieme ad auriacusite, eveite, libethenite, olivenite, zincolibethenite e zincolivenite, forma il "gruppo delle libetheniti" con il sistema nº 8.BB.30.
Anche la classificazione dei minerali secondo Dana, che viene utilizzata principalmente nel mondo anglosassone, classifica l'adamite nella classe di "fosfati, arseniati e vanadati" e lì nella sottoclasse dei "fosfati anidri, ecc., con ossidrile o alogeno". La si trova nel "gruppo dell'olivenite" con il sistema nº 41.06.06 nella suddivisione "fosfati anidri, ecc., con ossidrile o alogeno con (A)2(XO4)Zq".

## Chimica
La composizione idealizzata dell'adamite (Zn2(AsO4)(OH)) è costituita per il 45,61% da zinco (Zn), per il 26,13% da arsenico (As), per il 27,90% da ossigeno (O) e per lo 0,35% da idrogeno (H). L'analisi dei campioni naturali di adamite provenienti dalla località tipo ha anche rivelato una bassa percentuale di ossido di ferro dell'1,48% e tracce di ossido di manganese. I campioni prelevati da Mapimí in Messico, d'altra parte, avevano solo basse miscele di biossido di silicio (SiO2) dello 0,26%.
Insieme all'olivenite (Cu2[OH|AsO4]), l'adamite forma una serie mista con un contenuto di rame che aumenta dopo l'olivenite. Poiché la cuproadamite ((Zn,Cu)2AsO4OH) si trova all'interno della serie di miscelazione, a volte non è riconosciuta come una varietà indipendente.

## Abito cristallino
L'adamite cristallizza nel sistema ortorombico nel gruppo spaziale Pnnm (gruppo nº 58) con i parametri del reticolo a = 8,30 Å, b = 8,51 Å e c = 6,04 Å così come quattro unità di formula per cella unitaria.

## Proprietà
L'adamite mostra una fluorescenza verde-lime sotto la luce ultravioletta.
Il minerale non è infiammabile e poco solubile in acqua. Tuttavia, è classificato come tossico e pericoloso per la salute. Tra le altre cose, la sostanza può comportare rischi acuti o cronici per la salute a causa dell'irritazione delle mucose e dei disturbi del tratto gastrointestinale.

## Modificazioni e varietà
Il composto Zn2[OH|AsO4] è dimorfico e si presenta in natura come paradamite che cristallizza nel sistema triclino in aggiunta all'adamite ortorombica.
Nelle varietà dell'adamite (cuproadamite, cobaltoadamite, manganoadamite e nicheladamite), lo zinco contenuto nell'adamite è parzialmente sostituito dagli elementi menzionati nei nomi delle varietà. Le varietà contenenti rame si distinguono per il loro colore verde intenso, mentre le varietà contenenti manganese assumono una tonalità viola.
Si conosce anche un analogo fosfato di zinco dell'adamite che prende il nome di tarbuttite.

## Origine e giacitura
L'adamite si forma solitamente in associazione con aurichalcite, emimorfite, conicalcite e smithsonite nella zona di ossidazione di soluzioni ricche di arsenico o in depositi di zinco.
Essendo una formazione minerale piuttosto rara, l'adamite può essere abbondante in varie località, ma nel complesso non è molto comune. A partire dal 2020 sono stati documentati circa 400 siti per l'adamite. Oltre alla sua località tipo Chañarcillo in Cile, il minerale è stato finora trovato, sempre in Cile, nella vicina miniera di Veta nel distretto di Pampa Larga nella regione di Atacama.
In Italia l'adamite è stata rinvenuta a Forni Avoltri (Friuli Venezia Giulia); a Castelvecchio di Rocca Barbena e a Campiglia Tramonti (in Liguria); a Introbio, Primaluna e Cuasso al Monte (Lombardia); Domusnovas, Fluminimaggiore, Narcao e Nuxis (Sardegna); a Levico Terme e a Vignola-Falesina (Trentino Alto-Adige). Il minerale è stato anche trovato in Toscana (tra le altre, Massa Marittima, Montieri e Seravezza) e in Veneto (Torrebelvicino, Monte Naro e nelle Valli del Pasubio).
In Germania, l'adamite è apparso in molti luoghi della Foresta Nera, soprattutto nel Baden-Württemberg, come Freudenstadt, Lahr/Schwarzwald, Wittichen e la miniera di Clara vicino a Oberwolfach; nell'Harz in Bassa Sassonia, come nella fossa di Glücksrad vicino a Oberschulenberg e Sankt Andreasberg, così come nella Renania Settentrionale-Vestfalia presso il Maubacher Bleiberg, nella fossa di Leibnitz e nella miniera di Schöne Aussicht vicino a Burbach (nel Siegerland). Inoltre, sono note alcune località della Baviera, dell'Assia, della Renania-Palatinato, della Sassonia-Anhalt e della Sassonia.
In Austria, il minerale è stato finora trovato sull'Alpe Feistritz vicino a Feistritz an der Gail, sull'Alpe Unterbuchach vicino a Kirchbach, sull'Elferspitz nella zona del Passo di Monte Croce Carnico e nella miniera "Judengras" vicino a Podlanig (Lesachtal) nelle Alpi della Gail e nelle Alpi Carniche, nonché in un giacimento di rame nel Rijavitzagraben e nel distretto di Neufinkenstein-Grabanz in Carinzia; nelle miniere di St. Anna e St. Joachim vicino ad Annaberg nella Bassa Austria; nella Windbachtal negli Alti Tauri, nella zona di Korein e Frommerkogel vicino a Radstadt e in un cumulo di scorie preistoriche nello Schwarzleograben vicino a Hütten (comune di Leogang) nel Salisburghese e in molte località del distretto di Kufstein come il Silberberg, il Gratlspitz, la miniera di Hofer Tratte vicino a Hof, il Großkogel e il Kleinkogel vicino a St. Gertraudi e nel distretto di Ringenwechsel vicino a Schwaz in Tirolo.
In Svizzera, l'adamite è stata rinvenuta solo dalla Mürtschenalp nel Canton Glarona e dalla miniera di Gosan vicino a Saint-Luc nel Canton Vallese.
La "Mina Ojuela" (Miniera di Ojuela) vicino a Mapimí, nello stato messicano di Durango, è nota per gli straordinari ritrovamenti di adamite, dove sono state scoperte druse rivestite di cristalli di adamite verde e viola fino a 7 cm di diametro.
Altre località sono sparse in diversi Paesi del mondo.

## Forma in cui si presenta in natura
L'adamite sviluppa principalmente cristalli prismatici e bipiramidali corti e lunghi a forma di cuneo terminati da facce triangolari. Inoltre, sono noti anche aggregati minerali aghiformi e radiali. A volte i cristalli allungati assumono forma a raggera o fascio. Sono rare le forme ben cristallizzate botrioidali con aspetto simile alla smithsonite, più comuni i cristalli terminati con due triangoli cresciuti sopra superfici pseudo-botrioidali. I cristalli sono di colore giallo, ma le intrusioni di rame lo tingono di verde.
Nella sua forma pura, che è molto rara, l'adamite è incolore e trasparente. Tuttavia, di solito assume un colore giallo, da giallo-verde a verde o da rosa a viola a causa di mescolanze estranee. I cristalli da trasparenti a traslucidi mostrano una lucentezza simile al vetro sulle superfici.